# غضب الطريق

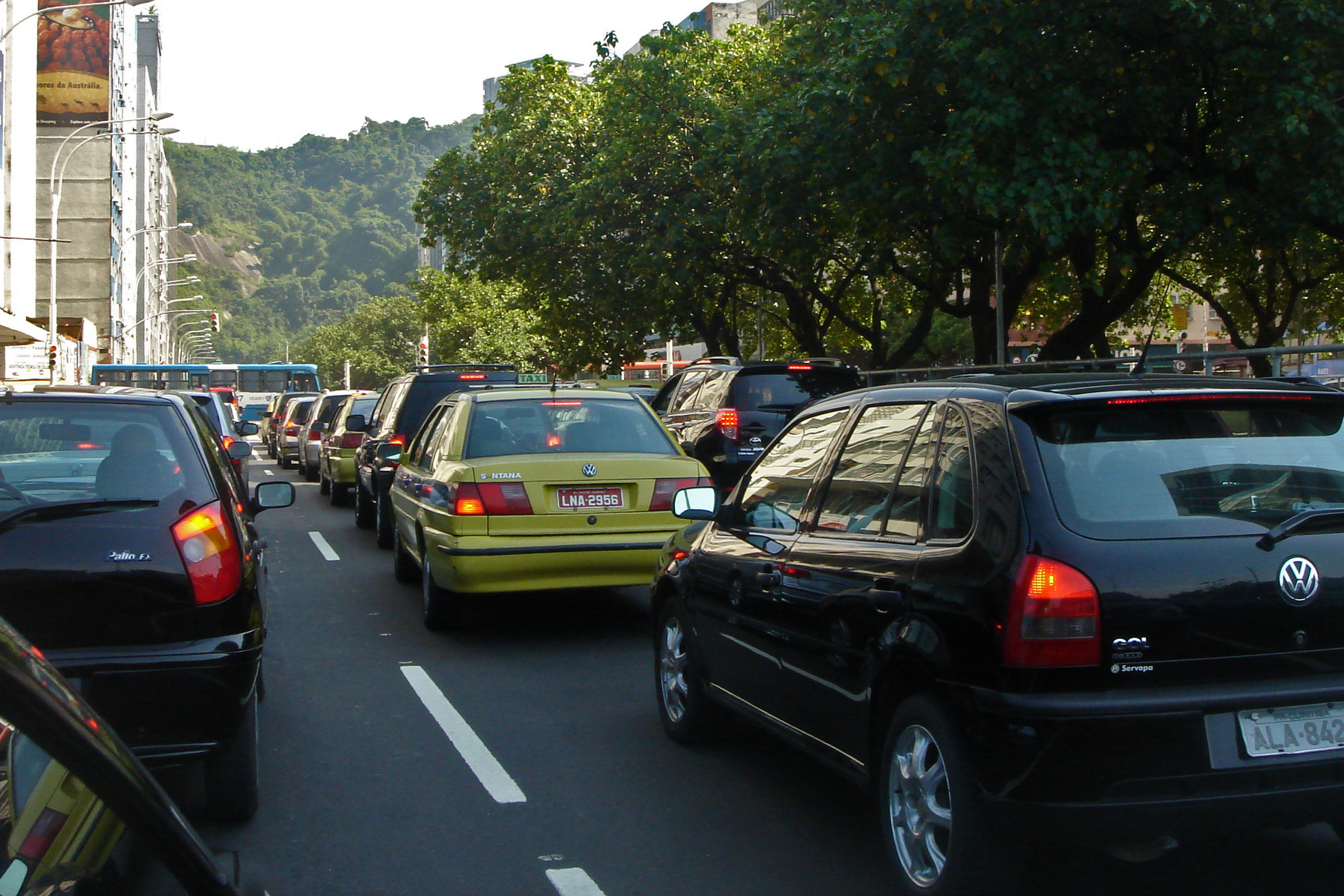
قد يكون الازدحام المروري أحد العوامل المساهمة في غضب الطريق.

غضب الطريق (بالإنجليزية:Road rage) أو غضب سائق المركبة هو سلوك عدواني حاد يظهر فيه سائق المركبة غضبه تجاه أحد الاشخاص في الطريق سواء كان سائق اخر أو شخص يمشي في الطريق ويكون الغضب عن طريق اللفظ أو الاشارات الصامتة أو التهديدات.

## الأسباب
يكون سبب الغضب إما العصبية أثناء القيادة أن هناك شخص أساء للسائق وغيرها من المواقف التي تعكر صفو السائق وينتج عن هذا السلوك المشاجرات الكلامية أو الفعلية أو حتى التصادم بالسيارات التي تؤدي إلى إصابات جسدية خطيرة أو حتى الوفاة يمكن وصف السلوك على انه حالة استثنائية من القيادة العدوانية.